# Agatha van der Mijn
Agatha van der Mijn, född 1700, död 1776, var en nederländsk målare.
Hon är främst känd för sina blomstermotiv. 

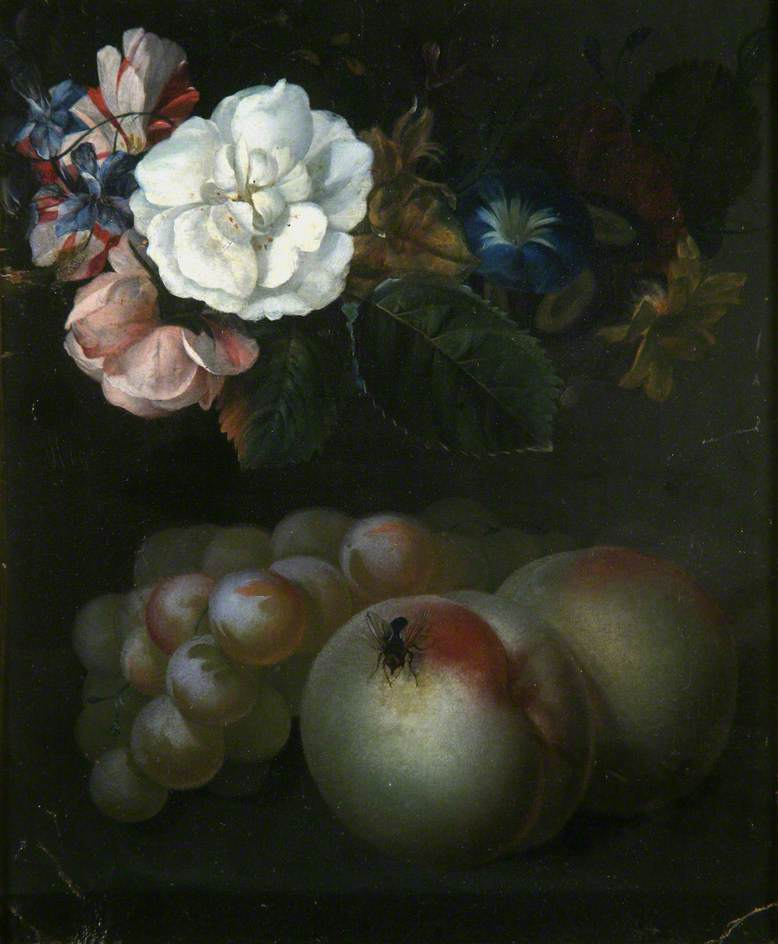
Agatha van der Mijn - Study of fruit and flowers